# 瓦特曼斯罗特
瓦特曼斯罗特是德国巴伐利亚州的一个市镇。总面积53.49平方公里，总人口2203人，其中男性1109人，女性1094人（2011年12月31日），人口密度41人/平方公里。